# Kronos Racing
Kronos Racing is een Belgisch autosportteam, dat in 1994 werd opgericht door Marc van Dalen en Jean-Pierre Mondron. Het team werd tussen 1994 en 2003 gesteund door Peugeot België-Luxemburg. Tussen 2004 en 2007 vond het team steun bij Citroën, om vervolgens in 2008 weer terug te keren bij Peugeot. Kronos won meerdere titels in de wegracerij en de rallysport. De balangrijkste prijs die het team ooit won was het Wereldkampioenschap Rally in 2006, met Sébastien Loeb.

## Rallysport

### WRC

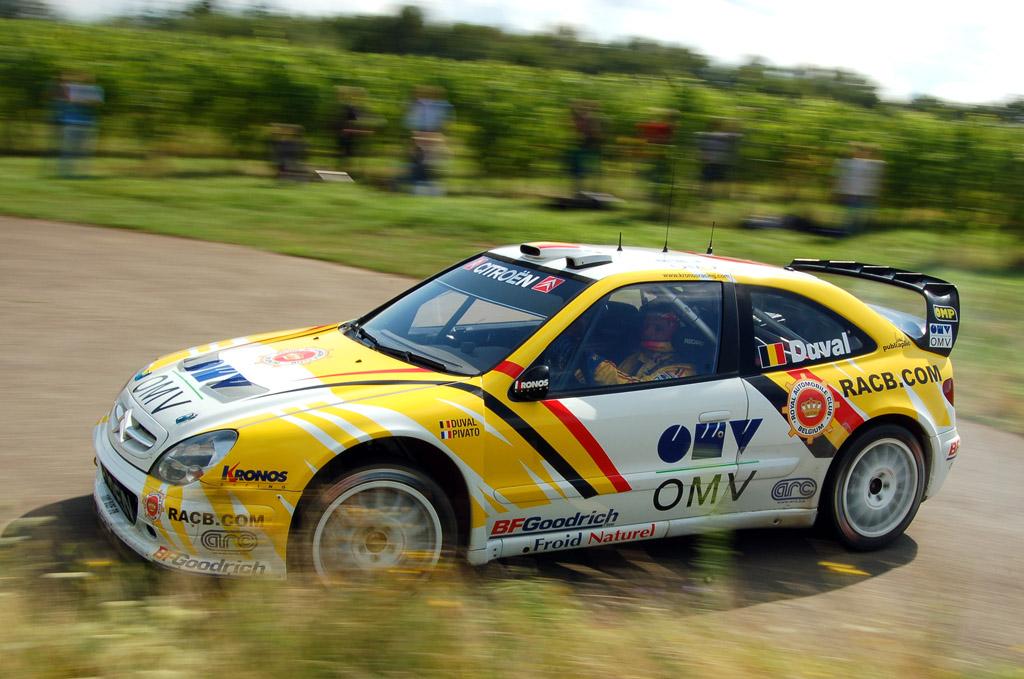
François Duval voor Kronos tijdens de Rally van Duitsland, 2007

In 2001 debuteerde Kronos in het WRC. In de volgende jaren weet Kronos punten te pakken, met o.a. Manfred Stohl. Toen Citroën zich in 2006 tijdelijk terug trok, mocht Kronos zich presenteren als fabrieksteam, en trok het Sébastien Loeb aan als coureur. Dit jaar pakte het team de titel. Vervolgens bleef het team tot 2008 actief, maar kon het de titel niet opnieuw pakken, mede door de terugkeer van Citroën.

### IRC
Vanaf 2008 neemt Kronos deel aan de Intercontinental Rally Challenge met de Peugeot 207 S2000. Het eerste jaar pakt het team meteen de titel, met Fransman Nicolas Vouilloz. In 2009 won het team opnieuw, ditmaal met Kris Meeke.

## Toerwagenracen
Kronos nam kort na de oprichting deel aan het Belgische Toerwagenkampioenschap. In 1998 en '99 pakte het team de titel met de Peugeot 306 GTi. Het grootste succes kwam ook in 1999, toen het team de 24 uur van Spa-Francorchamps won.